# José Pablo Moncayo
José Pablo Moncayo García (* 29. Juni 1912 in Guadalajara, Jalisco; † 16. Juni 1958 in Mexiko-Stadt) war ein mexikanischer Komponist und Dirigent.

## Leben
Moncayo studierte am Conservatorio Nacional de Música Klavier bei Eduardo Hernández Moncada, Komposition bei Carlos Chávez und Harmonielehre bei Candelario Huízar. 1931 wurde er Schlagzeuger beim Orquesta Sinfónica de México, das er später auch dirigierte und von 1945 bis 1947 als künstlerischer Direktor leitete.
1935 gründete er mit Blas Galindo, Salvador Contreras und Daniel Ayala Pérez die Grupo de los Cuatro. 1942 studierte er am Berkshire Music Center, USA bei Aaron Copland. Von 1949 bis 1954 dirigierte Moncayo das Orquesta Sinfónica Nacional.

## Werke
- Pequeño nocturno (1936)
- Amatzinac (1935)
- Sonata para violín (1937)
- Huapango (1941)
- Sinfonía No. 1 (1944)
- Sinfonieta (1945)
- Tres piezas para orquesta: feria, canción y danza (1947)
- Homenaje a Cervantes (1947)
- La Mulata de Córdoba, Oper, (1948)
- Sonatina para violín y piano
- Sonata para viola y piano
- Muros Verdes (1951)
- Canción del Mar (1949)
- Tierra de temporal (1949)
- Cumbres (1953)
- Tierra, Ballet, 1956